# Vanoise Express
De Vanoise Express is een kabelbaan in het Franse departement Savoie die de wintersportgebieden Les Arcs en La Plagne met elkaar verbindt en zo de basis vormt voor het gecombineerde skigebied Paradiski. De Vanoise Express bestaat uit twee onafhankelijke, enkelsporige kabelbanen waarlangs een dubbeldekkercabine wordt getrokken. Met een capaciteit van 201 personen per cabine is de Vanoise Express een van de grootste ter wereld. De kabelbaan haalt een snelheid van 45 km/u en heeft een debiet van 2.000 personen per uur.